# Baby Lasagna
Baby Lasagna, egentligen Marko Purišić, född 5 juli 1995 i Umag i Kroatien, är en kroatisk sångare, låtskrivare och musikproducent. Den 25 februari 2024 vann han den kroatiska nationella musiktävlingen Dora och fick därmed representera Kroatien med låten "Rim Tim Tagi Dim" vid Eurovision Song Contest 2024 i Malmö. Bidraget slutade på andra plats i finalen, efter Schweiz bidrag "The Code" med Nemo.

## Musikkarriär
Åren 2011–2016 och 2018–2022 var Purišić gitarrist i det kroatiska rockbandet Manntra. År 2019 deltog bandet i den nationella kroatiska  musiktävlingen Dora och hamnade då på en fjärde plats med låten "In the Shadows". Purišić lämnade sedermera bandet och inledde en solokarriär år 2023. De 21 oktober 2023 släppte han sin debutsingel "IG Boi" under pseudonymen "Baby Lasagna". Två månader senare, i december 2023, släpptes hans andra singel "Don't Hate Yourself, But Don't Love Yourself too Much".
År 2024 deltog Purišić i Dora, den kroatiska uttagningen till Eurovision Song Contest 2024, med låten "Rim Tim Tagi Dim". Han gick vidare från semifinalen den 23 februari 2024 och vann slutligen finalen den 25 februari. I Eurovision Song Contest 2024 i Malmö var Purišić favorittippad och vann sin semifinal. I finalen slutade han på andra plats, efter Schweiz bidrag "The Code" med Nemo.

## Artisteri
Purišić har uppgett att han uppfann artistnamnet Baby Lasagna genom en heureka-upplevelse då han letade efter en affär att köpa vatten i för att kunna svälja ned en huvudvärkstablett. Han menar att lasagne inte är en av hans favoriträtter och skulle han ha gått efter vad han tycker om att äta borde ha kallat sig för "Baby Pizza".

### Influenser
Purišić har uppgett att Rammstein, Electric Callboy och Tonči Huljić & Madre Badessa är hans största influenser.

### Musikstil och uttryck
Hans musik har beskrivits som en blandning av poppunk, techno, heavy metal och house. Purišićs musikstil kretsar kring självbiografiskt berättande, gräver ner sig i hans personliga erfarenheter samtidigt som han tar upp bredare samhällsfrågor, särskilt de som påverkar hans hemland. Anmärkningsvärda exempel inkluderar "Rim Tim Tagi Dim" som han själv beskrivit som en humoristisk och kritisk sång om att unga kroater av ekonomiska skäl känner sig tvingande att emigrera för att skapa sig ett bättre liv.

## Diskografi

### Album
- Demons & Mosquitoes  (2024, kommande)

### Singlar
- IG Boy (2023)
- Don't Hate Yourself, But Don't Love Yourself too Much (2023)
- Rim Tim Tagi Dim (2024)